# Pugny-Chatenod
Pugny-Chatenod település Franciaországban, Savoie megyében. Lakosainak száma 1060 fő (2022. január 1.). Pugny-Chatenod Trévignin, Aix-les-Bains, Les Déserts, Grésy-sur-Aix, Montcel és Mouxy községekkel határos.

## Népesség
A település népességének változása:
| Lakosok száma | 977  | 959  | 992  | 951  | 955  | 950  | 987  | 1023 | 1060 |
|               | 2013 | 2015 | 2016 | 2017 | 2018 | 2019 | 2020 | 2021 | 2022 |